# WWF WrestleMania 2000
WWF WrestleMania 2000 è un videogioco di tipo picchiaduro sul wrestling professionistico uscito nel 1999 per Nintendo 64 e Game Boy Color, pubblicato da THQ e Asmik Ace Entertainment. Il gioco prende il nome dal pay-per-view WrestleMania 2000 della World Wrestling Federation. Questo gioco iniziò la collaborazione tra WWF (ora WWE) e THQ, durata fino al 2012. Nel 2000 uscì il seguito WWF No Mercy.

## Modalità di gioco
WrestleMania 2000 utilizza il motore di gioco già visto in WCW/nWo Revenge. Nel gioco sono presenti più di 50 lottatori della WWF con la possibilità di modificarli a proprio piacimento o creare un lottatore da zero grazie alla modalità "Crea un Wrestler". I giocatori possono anche creare fino a dieci cinture e metterle in palio in vari match.
La modalità "Storia" simula la carriera del giocatore nella WWF. Iniziando come "rookie" (letteralmente "recluta"), il giocatore deve battersi per ottenere titoli WWF, vincere tornei, confrontarsi con gli altri lottatori e infine partecipare a WrestleMania, il massimo evento della WWF. Questa modalità è caratterizzata più che altro dalla quantità di partite che il giocatore gioca; infatti, se il giocatore perde un match questo match viene solitamente registrato ai soli fini del record di vittorie e sconfitte. Periodicamente il gioco propone eventi pay-per-view durante i quali il giocatore deve difendere tutti i titoli ottenuti fino a quel momento.

## Roster

### SuperStars
- Albert
- Al Snow
- Big Boss Man
- Big Show
- Bradshaw
- Brian Christopher
- Chaz
- Chris Jericho
- Christian
- D'Lo Brown
- Droz
- Edge
- Faarooq
- Gangrel
- Gerald Brisco
- The Godfather
- Hardcore Holly
- Jeff Hardy
- Jeff Jarrett
- Kane
- Ken Shamrock
- Mankind

- Mark Henry
- Matt Hardy
- Meat
- Mideon
- Mr. Ass
- Mr. McMahon
- Pat Patterson
- Road Dogg
- Scott Taylor
- Shane McMahon
- Steve Austin
- Steve Blackman
- Test
- The Blue Meanie
- The Rock
- Thrasher
- Triple H
- The Undertaker
- Val Venis
- Viscera
- X-Pac

### Divas
- Chyna
- Debra
- Ivory
- Jacqueline
- Terri Runnels
- Tori

### Sbloccabili
- Cactus Jack
- Dude Love
- Jerry "The King" Lawler
- Jim Ross
- Paul Bearer
- Shawn Michaels
- Stephanie McMahon